# 弗雷伊诺森西乌
弗雷伊诺森西乌是巴西米纳斯吉拉斯州的一个市镇。总面积468.196平方公里，总人口8873人，人口密度19人/平方公里。